# Meinrad Eugster
Meinrad Eugster  (Altstätten, 23 août 1848 - Einsiedeln, 14 juin 1925) est un bénédictin suisse reconnu vénérable par l'Église catholique. 

## Biographie
Joseph Eugster naît le 23 août 1848 à Gätziberg près d'Altstätten en Suisse. Dès ses premières années, il est contraint de travailler dans une usine textile puis comme livreur et ouvrier d'entrepôt. À 16 ans, il devient apprenti tailleur à Altstätten puis travaille à Rapperswil, Rorschach et Feldkirch. En 1873, il est engagé comme assistant tailleur par l'abbaye d'Einsiedeln.
En 1874, il entre au monastère bénédictin d'Einsiedeln en tant que frère laïc. Le 5 septembre 1875, il fait sa profession religieuse et prend le nom de Meinrad, en mémoire de saint Meinrad d'Einsiedeln, qui vivait dans l'ermitage où est construit en 974 le premier monastère bénédictin suisse. En 1878, il fait sa profession perpétuelle. Le frère Meinrad effectue diverses tâches, couturier, cuisinier, sacristain, accomplissant ses devoirs religieux avec beaucoup de conscience et de dévouement. De 1880 à 1916, il est chef de l'atelier de couture. Il meurt d'une maladie de l'estomac le 14 juin 1925.

## Culte
Son procès de béatification débute en 1939. Ses restes sont transférés en 1941 dans l'église abbatiale du monastère. Le décret sur la validité du procès informatif est publié le 12 septembre 1950 ; il est reconnu vénérable le 28 mai 1960 par le pape Jean XXIII.